# Société de la Double Feuille
La Société de la Double Feuille (双葉会, Futabakai) était une société secrète militaire japonaise dans les années 1920, comprenant des officiers radicaux aux croyances ultra-nationalistes, partisans d'une purge des éléments « corrompus » Chōshū de l'Armée impériale japonaise.